# 八仙茶
八仙茶，曾用名汀洋大叶黄棪。原产自中华人民共和国福建省诏安县秀篆镇寨坪村的一种茶树，为中国国家级茶树良种。

## 特点
八仙茶为乔木型、大叶类、超早生的无性繁殖品种。其叶片呈上斜状、长椭圆型，叶色黄绿有光泽。1965年至1986年，福建省诏安县科学技术委员会在从诏安县秀篆镇寨坪村群体中采用单株育种法育成，其育种获福建省科技进步二等奖。在福建、广东乌龙茶茶区有大面积栽培，此外也在湖南、广西、四川等地引种。适制乌龙茶、绿茶、红茶。制作乌龙茶时，会经晾青、晒青、炒青、揉捻、初烘、初包揉、复烘、复包揉、烘干等一系列程序制成。1982年，龙溪地区科委鉴定并命名。1987年，通过福建省农作物品种审定委员会进行鉴定。1988年、1991年在福建省名优茶评比中，获得福建省名优茶的优质奖。1994年，该茶叶品种通过中国农作物品种审定委员会审定（编号GS13012-1994），为中国国家级茶树良种。